# カーボロ (ノースカロライナ州)
カーボロ（英: Carrboro）は、アメリカ合衆国ノースカロライナ州のオレンジ郡にある町。人口は2万1295人（2020年）。リサーチ・トライアングルとも呼ばれるローリー・ダーラム・チャペルヒル都市圏に属している。町名はノースカロライナ州の実業家ジュリアン・シェイクスピア・カーにちなんで名付けられた。
ノースカロライナ大学チャペルヒル校のあるチャペルヒルの直ぐ西にあり、進歩的な町と言われている。1995年、ゲイを公表していたマイク・ネルソンを町長に選んだことで、州内でも最初の町となった。また同性カップルにとって利益のある同棲パートナーを認めたのも初の自治体だった。2002年10月、イラク戦争と米国愛国者法に反対決議を採択した南部最初期の自治体だった。

## 歴史
カーボロの歴史はノースカロライナ州における多くの工業町の歴史に似ており、州立大学鉄道とアルバータ綿糸工場の歴史と共に流れている。チャペルヒル市のすぐ西に位置しており、当初は「ウェストエンド」と呼ばれていた。1882年に鉄道駅の近くに入植された。そこはオレンジ郡のユニバーシティ（元のグレン）にあるユニバーシティ駅から州立大学鉄道と呼ばれる10.2マイル (16.3 km) の支線の終端だった。学生が週末に他所へ行って金を浪費しないように、州法によって駅は大学のキャンパスから少なくとも1マイル (1.6 km) は離して設置するようにされた:10。ウェストエンドの開拓地は、1898年にチャペルヒルのトマス・F・ロイドが駅の近くに蒸気駆動の製粉所を建設した後に増加した。これがアルバータ綿糸工場となり、1900年には、ロイドの栄誉を称えて町が「ロイドビル」と呼ばれていた。
ダーラムの実業家ジュリアン・シェイクスピア・カーが1909年にこの工場と周辺の建物を買収し、ダーラム靴下工場となる工場の並びの中に追加した。1911年、ウェストエンドはノースカロライナ大学の化学教授で学長になったフランシス・プレストン・ベナブルにちなんで「ベナブル」という名前で法人化された。しかし、ほんの2年後には「カーボロ」と改名された。カーは町に電力を供給し、工場を拡張していた。大学と繊維工場に加えて、鉄道駅も地元の製材業に貢献し、1920年代と1930年代にはカーボロが硬木枕木市場で主要な中心地となった。
1920年代のカーボロにおける建設ブームは中心街事業地区の火災によって加速され、その年代の終盤にはダーラム靴下工場での事業が衰退に向かって終わった。世界恐慌も経済に負担となり、1930年代には当初のアルバータ綿糸工場の第4工場が閉鎖された。鉄道の旅客列車運行は1936年に終わった。1938年、ダーラム靴下工場の第4工場とはメインストリートの向かい側にあった第7工場が閉鎖され、操業を止めた。

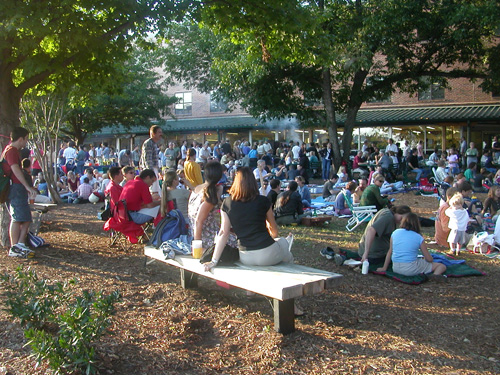
カーボロにあるウィーバー・ストリートマーケット

第二次世界大戦中、第7工場は弾薬工場に転用された。戦後、パシフィック・ミルズが第4工場と第7工場の双方を買収し、カーボロ毛織物工場として運営した。パシフィック・ミルズが1960年代半ばに閉鎖され、BVDの下着を分別し出荷するのが工場での最後の作業になった。カーボロは自立するためにもはや繊維産業に頼ることができなくなった。ノースカロライナ大学とその他の事業が急速に成長し、幅広い職業や場所で仕事を提供した。
工場は10年間近くも放置され、何度も持ち主が変わった。1975年、工場の所有者はカーボロ町政委員会の合意により、解体する考えだった。地域社会が請願し、資金集めが行われ、カー・ミル・モールとして再生された。
アルバータ綿糸工場の他に、カーボロ商業歴史地区、トマスとメアリー・ホーガンの邸宅、トマス・F・ロイド歴史地区がアメリカ合衆国国家歴史登録財に指定されている。

## 地理
カーボロ町は北緯35度55分14秒 西経79度5分2秒 / 北緯35.92056度 西経79.08389度 (35.920422, -79.083933)に位置している。
アメリカ合衆国国勢調査局に拠れば、町域全面積は6.5平方マイル (16.8km2)であり、このうち陸地6.4平方マイル (16.7 km2)、水域は0.03平方マイル (0.08 km2)で水域率は0.48%である。
カーボロの郵便番号27510は、チェペルヒルの27514に囲まれる形になっている。

### 気候
カーボロの気候は北アメリカに典型的な温暖湿潤気候である。夏は暑く湿気ており、日中の平均最高気温は85°F (29 °C) 以上である。冬は氷点以上であり、さらに高いこともある。たまに雪も降り、雪と氷雨も稀ではない。最も暑い7月の平均最高気温は89 °F (32 °C) であり、最も寒い1月の平均最高気温は49 °F (9 °C) である。月別降水量は3.2インチから4.5インチ (81 to 114 mm) であり、夏に雨が多い。
| カーボロの気候         | カーボロの気候 | カーボロの気候 | カーボロの気候 | カーボロの気候 | カーボロの気候 | カーボロの気候 | カーボロの気候 | カーボロの気候 | カーボロの気候 | カーボロの気候 | カーボロの気候 | カーボロの気候 | カーボロの気候 |
| 月                     | 1月            | 2月            | 3月            | 4月            | 5月            | 6月            | 7月            | 8月            | 9月            | 10月           | 11月           | 12月           | 年             |
| ---------------------- | -------------- | -------------- | -------------- | -------------- | -------------- | -------------- | -------------- | -------------- | -------------- | -------------- | -------------- | -------------- | -------------- |
| 平均最高気温 °F （°C） | 49 (9)         | 52 (11)        | 62 (17)        | 71 (22)        | 78 (26)        | 85 (29)        | 89 (32)        | 87 (31)        | 82 (28)        | 72 (22)        | 63 (17)        | 53 (12)        | 70.3 (21.3)    |
| 平均最低気温 °F （°C） | 26 (−3)        | 28 (−2)        | 36 (2)         | 44 (7)         | 53 (12)        | 61 (16)        | 65 (18)        | 64 (18)        | 57 (14)        | 45 (7)         | 37 (3)         | 29 (−2)        | 45.4 (7.5)     |
| 降水量 inch （mm）     | 3.7 (94)       | 3.9 (99)       | 4.2 (107)      | 3.2 (81)       | 4.5 (114)      | 4.4 (112)      | 4.1 (104)      | 4.4 (112)      | 3.2 (81)       | 3.5 (89)       | 3.5 (89)       | 3.5 (89)       | 46 (1,168)     |
| 出典：Weatherbase      |                |                |                |                |                |                |                |                |                |                |                |                |                |

## 人口動態
以下は2010年の国勢調査による人口統計データである。
| 基礎データ - 人口: 19,582 人 - 世帯数: 8,625 世帯 - 家族数: 4,020 家族 - 人口密度: 1,165.6人/km2（3,018.9 人/mi2） - 住居数: 9,258 軒 - 住居密度: 551.1軒/km2（1,424.3 軒/mi2） 人種別人口構成 - 白人: 70.9% - アフリカン・アメリカン: 10.1% - ネイティブ・アメリカン: 0.4% - アジア人: 8.2% - 太平洋諸島系: 0.004% - その他の人種: 7.5% - 混血: 2.9% - ヒスパニック・ラテン系: 13.8% | 年齢別人口構成 - 18歳未満: 21.5% - 18-24歳: 15.6% - 25-44歳: 36.1% - 45-64歳: 21.7% - 65歳以上:5.3% - 年齢の中央値: 30歳 - 性比（女性100人あたり男性の人口） - 総人口: 93.7 - 18歳以上: 91.5 世帯と家族（対世帯数） - 18歳未満の子供がいる: 26.2% - 結婚・同居している夫婦: 34.5% - 未婚・離婚・死別女性が世帯主: 8.8% - 非家族世帯: 53.4% - 単身世帯: 35.5% - 65歳以上の老人1人暮らし: 5.3% - 平均構成人数 - 世帯: 2.27人 - 家族: 3.07人 | 収入と家計（2008年から2012年の5年間平均） - 収入の中央値 - 世帯: 45,159米ドル - 家族: 73,893米ドル - 性別 - 男性: 28,622米ドル - 女性: 26,198米ドル - 人口1人あたり収入: 32,604米ドル - 貧困線以下 - 対人口: 16.1% - 対家族数: 11.9% - 18歳未満: 21.4% - 65歳以上: 11.4% |

### 人種の多様化
1990年代初期、建設業やサービス業の求人需要があり、かなりの数のラテン系移民がカーボロに入ってきた。1990年から2003年の間では936%増加し、カーボロ人口に対する構成比は12%にまでなった。
これらの移民がカーボロに入ってくると、その母国の料理屋文化も持ってきた。現在の町内にはラテン系の「ティエンダス」（小料品店）が3軒ある。これ以外にフード・ライオンなど国内の食料品店チェーンが、中央アメリカや南アメリカの様々な食品を備えるなど、人口構成の変化に対応している。

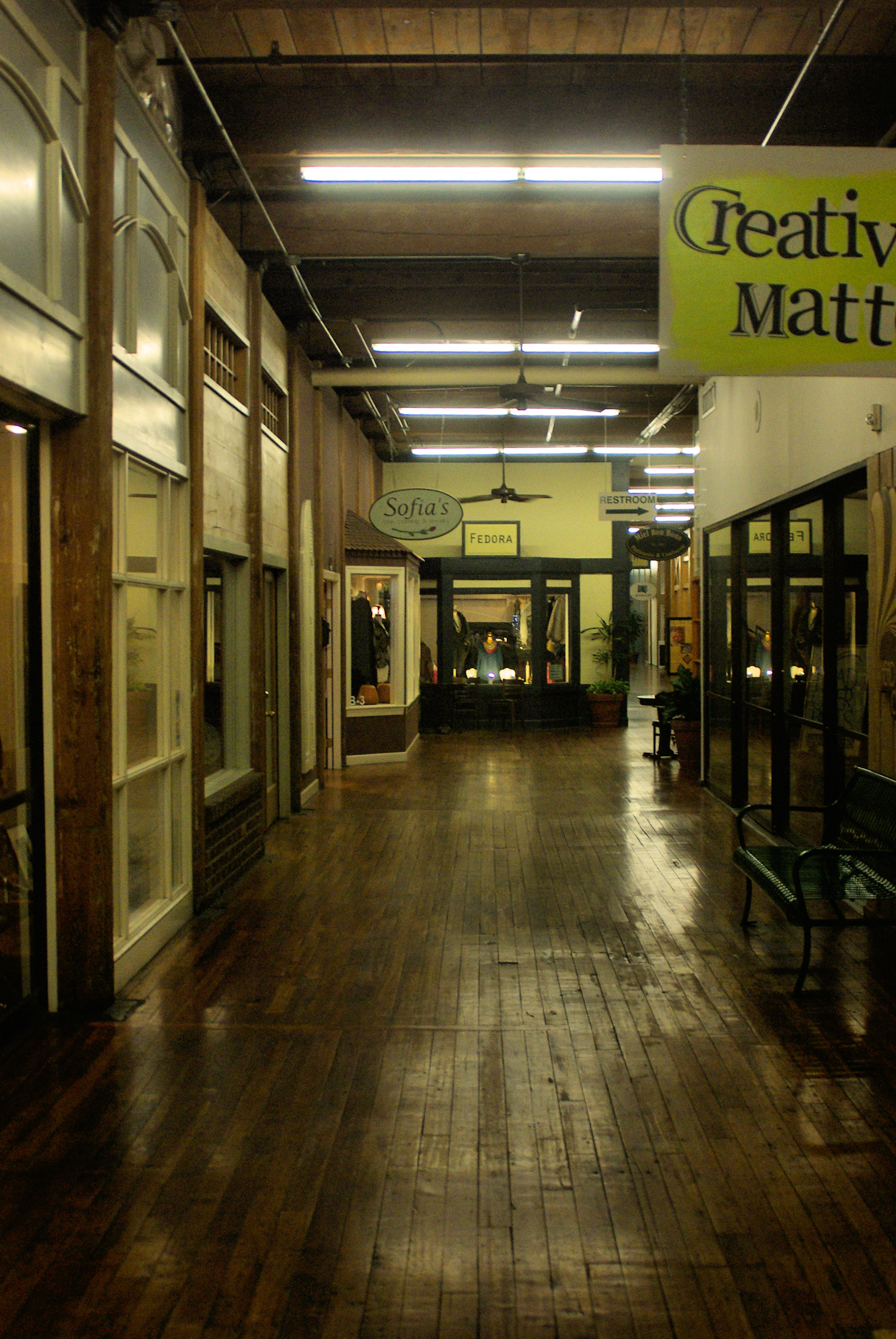
カー・ミル・モールの内部

人権センターがラテン系の日雇い労働者、ビルマ人やカレン族に対応している。人権に関する普遍的宣言を採択するよう町政府に請願し、2009年に実現した。
隣接するチャペルヒルと同様に、入手可能な住宅が地元の問題になってきている。

## 芸術と文化

### 呼び物
カーボロの呼び物の1つがカーボロ・ファーマーズマーケットである。地元の有機栽培の農産物、地元で生産したチーズ、焼き菓子、手作り工芸品が出される。1977年に始まり、地域では最初期に農家と消費者を結びつける催しとなった。出品されるものは半径50マイル (80 km) 以内で生産されているという約束がある。さらに町の食堂や食品専門店は、地元産品を強く支持していることで、地域や全国の認知を得ている。ノースカロライナ大学チャペルヒル校の学生は、カーボロに比較的多数で多様なレストランがあることで好むようになっている。2005年、アメリカでも最良の芸術の町100傑の1つに選ばれた。

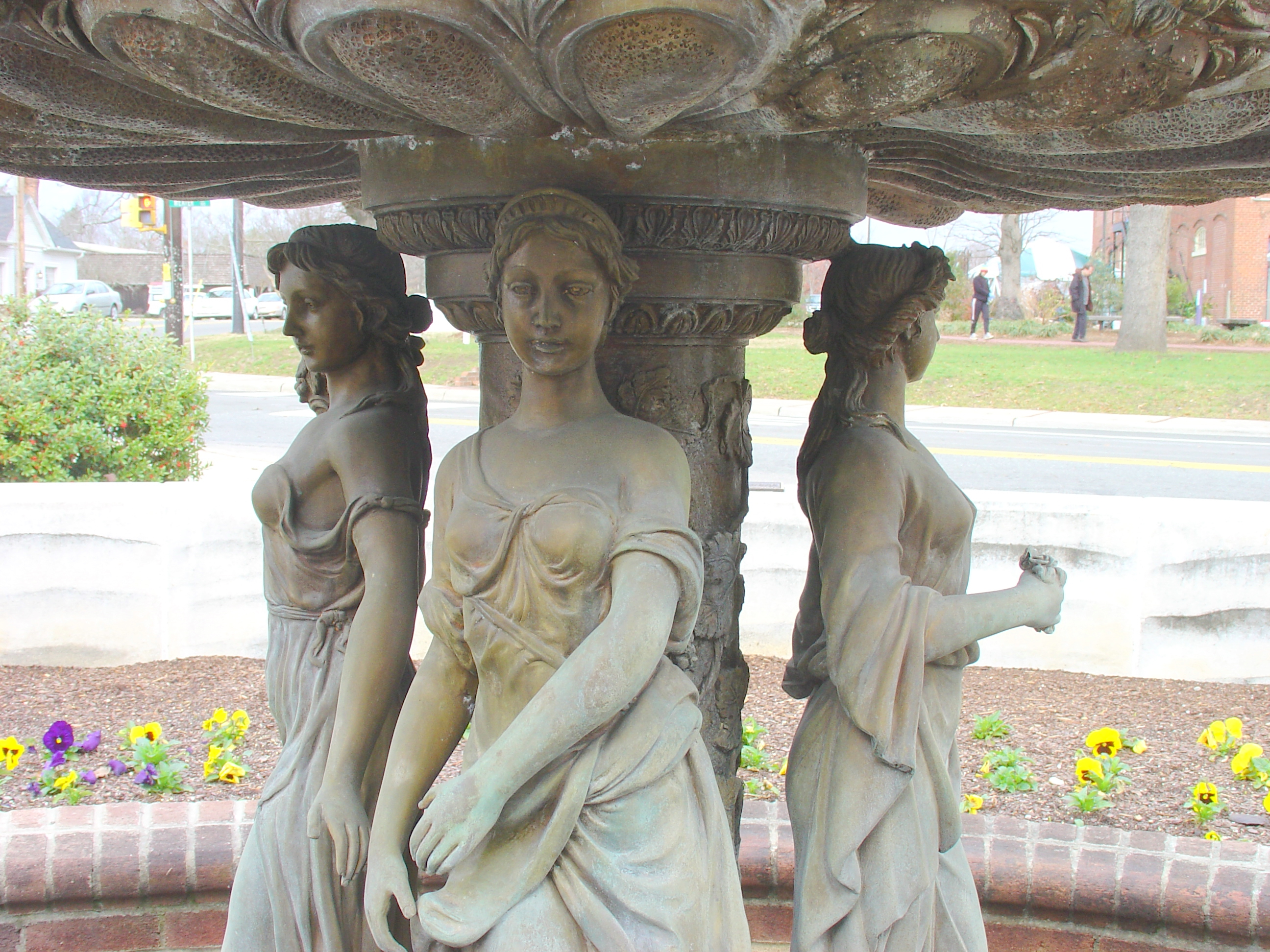
1000年記念噴水

町内には全国や地域のアーティストが公演を行う音楽会場が2か所ある。カーボロ・アーツセンターではデヴィッド・リンドレー、レオン・ラッセル、ドクター・ジョンの全国クラス、さらには国際的に知られたリチャード・トンプソンやk.d.ラングなどが公演を行っている。ここでは芸術教室、ダンス教室、芸術展示も行っている。そこからほど近い所にはキャッツ・クレイドルが40年以上の歴史があり、アーツセンターよりもロックなどの公演が多い。ただしどちらの会場も多くのミュージシャンが使っている。
町内にある84席のダーティ・サウス・インスティテュート喜劇劇場は2006年の開場であり、50歳以上の地元劇団や喜劇役者の全国的ネットワークがある。DSI喜劇学校が入っており、漫談や寸劇など毎月新しい授業を開催している。
カーボロ歴史地区は中心街の北にあり、アルバータ綿糸工場の工場労働者やロイド家とカー家の家族のために建てた約150の家屋の特徴ある建築群が並んでいる。これらの多くは壊されたものもあるが、修復されたものも多い。

### 毎年の文化行事
カーボロはカーボロ音楽祭で知られている。中心街の10以上の会場で、150以上の音楽演奏がまる1日無料で公開されて行われる。1998年にフェテ・ド・ラ・ムジークとして始まり、夏至の日に開催されていた。2002年、この行事名がカーボロ音楽祭に変更され、観客を増やすために夏の暑さを避けて、秋開催に変更された。2013年、2日間開催に拡大された。毎年のウェストエンド詩祭も開催され、地元の詩人が多く集まるものになっている。
毎年11月にはカーボロ映画祭が開かれる。2006年にカーボロ芸術委員のジャッキー・ハルベイとニック・ビーリーが始め、町政委員会とカーボロ・レクリエーションと公園部が後援している。この祭の背後にある考えは、上映時間20分以下の短編映画を奨励することにある。初年度は100編近くの作品が出された。それらの中から素晴らしい映画で埋められた1日が作られ、それ以降の伝統となってきた。2013年、2日間開催に拡大され、ノースカロライナ州全体さらにそれ以外からの出品も可能になった。
毎年冬にはダーティ・サウス・インスティテュートがノースカロライナ州喜劇芸術祭を開催している。このためにカーボロの人口が4%増加し、中心街の事業地区には15万ドル以上の金が落ちる。

### 図書館
カーボロにはオレンジ郡公共図書館システムの支所が2か所ある。すなわちカーボロ図書館支所とカーボロ・サイブラリーである。カーボロ図書館支所はマクダグル小学校と中学校の中にある。収蔵品には中間サイズの巡回収集書籍、オーディオブック、DVDとVHSの映画、音楽CDがあり、コンピュータとインターネットアクセス、雑誌、地元と全国紙の閲覧もできる。カーボロ・サイブラリーは中心街のセンチュリー・センターにある。現代の小説、ノンフィクションの小さな収集品、オーディオブック、スペイン語と英語の語学学習教材、コンピュータ、インターネット、ワイアレスアクセス、雑誌、地元と全国紙の閲覧が可能である。オレンジ郡住人は無料でこれらのサービスを受けられ、外部の人はコンピュータに無料でアクセスできる。

## スポーツ
カーボロには現代のフープ運動を創始した人がいた。2001年、ビビアン・スパイラルが、音楽の週間行事のときにウィーバー・ストリートマーケット芝生でフープ運動を始めた。ジュリア・ハートセルが2002年の音楽シーズンに加わった。ジョナサン・バクスターはフープパスの設立者であり、カーボロに住み、フープを教えている。第1回のフープパス・リトリートは2007年に開催され、それ以後毎年の行事になった。フープ・カバージェンスは2008年に始まり、カーボロと周辺地域で毎年開催されている。

## 公園とレクリエーション
カーボロ町内には10の公園があり、大きな地域公園から小さな地区公園や遊技場まである。広さ55エーカー (220,000 m2) のヘンリー・アンダーソン・コミュニティ公園には複数の夜間照明つき野球場、バスケットボールコート、テニスコート、大きなフェンスのあるドッグパーク、そのたレクリエーション施設がある。アダムズ・トラクトは27エーカー (110,000 m2) の都心にある森であり、町の中心に近く、ウォーキングやハイキングのための延長1.25マイル (2.0 km) の歩道がある。その他地区公園や施設では多目的の運動場や遊具がある。

## 町政府

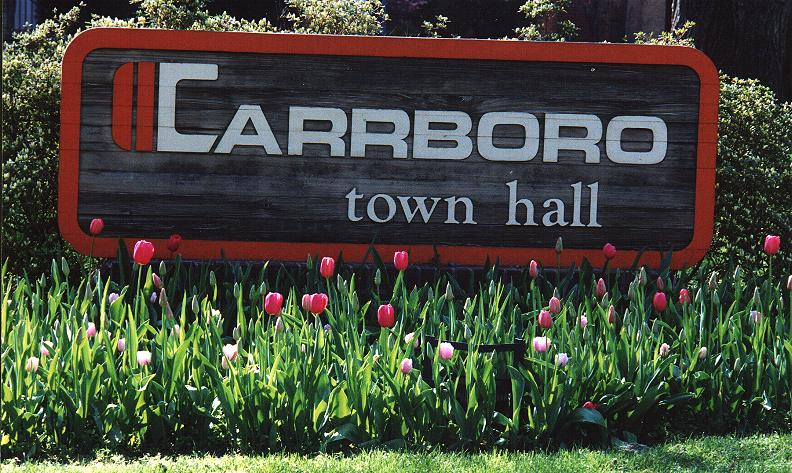
カーボロ町役場の表示、チューリップに囲まれている。2000年4月撮影

カーボロの町政は町政委員会・町マネジャー方式を採用している。町政委員会は町長1人と6人の委員で構成されている。町長は2年毎に改選され、町政委員会のあらゆる会合を主宰し、委員と同様に全ての案件について投票する。委員の任期は4年間であり、2年毎に半数が改選される。全ての選挙は町全体を選挙区に無党派で行われ、絶対多数で当選が決められる。町は町マネジャーによって運営管理される。マネジャーは調整評議会によって指名される。
アメリカ合衆国下院ではノースカロライナ州第4選挙区に属しており、2015年時点で民主党員を送り出している。州レベルでは上院第23区、下院第56区に属しており、いずれも民主党員を送り出している。

## 教育
チャペルヒル・カーボロ・シティ教育学区が、カーボロとチャペルヒルの公立の初等中等学校を運営しており、入学児童生徒数は11,000人以上である。この学区は、卒業率、カレッジに進学する者の点数や比率において、常に州内第1位である。小学校は、カーボロ、マクドゥガル、モリス・グローブ、フランク・ポーター・グラハム、シーウェル各小学校の5校である。中学校は、カルブレス、マクドゥガル、スミスの各中学校3校である。高校は、カーボロ高校かチャペルヒル高校に進学する。

## メディア
カーボロとチャペルヒルには、AM、FM両方のラジオ放送を送るWCHLがあり、そのウェブサイトである chapelboro.com もある。ローリー・ニューズ & オブザーバーの子会社である「チャペルヒル・ニューズ」や、ノースカロライナ大学チャペルヒル校の学生新聞「ザ・デイリー\タールヒール」が発行されている。
2004年6月、FMラジオのWCOMが放送を始め、インターネットの wcomfm.org でも情報を送っている。すべてボランティアが運営する低出力ラジオ局であり、地元の音楽や行事を扱っている。
「カーボロ・シティズン」は地元で所有するコミュニティ紙である。2007年3月の発刊であり、毎週木曜日に発行され、町内や周辺地域に無料で配布されていた。2012年、その所有者が継続して発行してくれる所有者を探したが見つからなかった。2012年10月4日の第290号が最終刊となった。

## 著名な出身者
- エリザベス・"リバ"・コットン、フォークギター奏者、『Freight Train』を制作した

## ニックネーム
カーボロのニックネーム「ピードモントのパリ」は「チャペルヒル・ウィークリー」記者のジョン・マーティンがおこなった冷やかしから生まれた。1970年、当時は近くにあるノースカロライナ大学チャペルヒル校の政治学学生であり、現在はミュージシャンのナイル・フランクが、もう一つの「インビジブル・ユニバーシティ」（見えない大学）を結成し、自身でカーボロの学校の「王」であるとして戴冠する計画を発表した。マーティンが「ああ分かった、ピードモントのパリだ」と茶化した。

## 姉妹都市
- メキシコ、グアナフアト州セラヤ
- メキシコ、グアナフアト州ユベンティーノ・ロサス
- ニカラグア、サンホルヘ
- ロシア、サラトフ